# گورستان گبرهای هریوند
قبرستان گبرهای هریوند مربوط به هزاره اول - دوران‌های تاریخی پس از اسلام تا دوره صفوی است و در شهرستان بیرجند، روستای هریوند واقع شده و این اثر در تاریخ ۲۵ اسفند ۱۳۸۰ با شمارهٔ ثبت ۵۱۳۷ به‌عنوان یکی از آثار ملی ایران به ثبت رسیده است.